# Théodore Ier d'Alexandrie (Copte)
Théodore Ier d'Alexandrie est un  patriarche copte d'Alexandrie d'août 730 au 1er février 742

## Contexte
Parfois considéré comme Théodore II si l'on prend en compte l'anti-patriarche Théodore (575-587) non reconnu par la majorité des fidèles. Après sa mort en 742 le patriarcat est de nouveau vacant pendant une année.